# Kanał Ślesiński
Kanał Ślesiński, również znany jako Kanał Warta–Gopło – kanał wodny o długości 32 km, łączący Wartę z Gopłem. Początkowy odcinek śródlądowej drogi wodnej Warta – Kanał Bydgoski. Zgodnie z Rozporządzeniem Rady Ministrów z 2002 r. ws. klasyfikacji śródlądowych dróg wodnych, został zakwalifikowany do II klasy dróg wodnych, czyli jest dostępny dla barek o nośności 500 t. W górnej części, na wysokości wsi Koszewo łączy się z Notecią.

## Historia
Już w latach 1923–1927 przygotowano projekt budowy kanału Warta–Gopło. Miał on być przedłużeniem kanału Górnonoteckiego, którego budowę rozpoczęto w 1878 roku. Kończył się on na jeziorze Gopło ponieważ było ono przedzielone granicą niemiecko–rosyjską i nie można było doprowadzić go do Warty pod Koninem. Nadzorujące jego przeprowadzenie Biuro Dróg Wodnych Ministerstwa Komunikacji zleciło firmie J. Przeździecki z Warszawy wykonanie dodatkowych odwiertów, aby zbadać podłoże w miejscach budowy śluz. Przeprowadzono również badania jakości wody, a Instytut Hydrograficzny pomiary na podstawie których opracowano plan gospodarki wodnej na jeziorach. Na terenie śluz wykonano po 4–6  odwiertów na głębokość 20 metrów. Dokonano zmian w projekcie z lat 20. przyjmując za początek kanału Morzysław i ominięto płytkie jezioro Mielno ponieważ odwierty wykazały, że poziom szlamu na jego terenie wynosi 18 metrów. Koszt budowy miał wynieść 5 800 000 złotych. 
W 1937 roku Ministerstwo Skarbu rozpisało przetarg na budowę kanału Warta – Gopło – Wisła i rozpoczęto starania celem wywłaszczenia gruntów, przez które prowadzić będzie kanał. Przetarg na wykonanie robót ziemnych, ubezpieczenie skarp i wykonanie przepustów wygrała firma Ackermans i van Haaren, na budowę śluzy w Morzysławiu firma Inż. Leszek Muszyński, a śluzy Pątnowskiej firma K. Rudzki i S-ka. 
Przetarg na opracowanie inżynierii lądowej i wodnej wygrał Zakład Przemysłu Mechanicznego Lilpop, Rau i Loewenstein ulokowany przy ul. Bema 65 w Warszawie. Opracowanie inżynierii lądowej kanału Warta-Gopło powierzono młodemu konstruktorowi przedsiębiorstwa, inż. Zygmuntowi Korzeniowskiemu, urodzonemu w Golinie nad Wartą. Zygmunt Korzeniowski zaprojektował mosty, tamę wodną na rzece Warcie w Działoszynie, śluzy wodne oraz nadzorował budowę kanału aż do czasu jego ukończenia w 1949 roku.
Przed wojną zostały wykonane prace ziemne na ponad 8-kilometrowym odcinku między Wartą i Jeziorem Pątnowskim. Zbudowano także dwie śluzy w Morzysławiu i Pątnowie. Zgodnie z umową pomiędzy Ministerstwem Komunikacji,  a firmą Ackermans i van Haaren przewidziano wykonanie robót ziemnych łopatami do 20 cm poniżej poziomu wód gruntowych. W 1937 roku od czerwca do sierpnia zatrudniono przy ich wykonaniu ponad 1000 osób bezrobotnych zarówno miejscowych jak i zamiejscowych. Około 450 osób zamieszkało w specjalnym obozie, a koszty mieszkania i wyżywienia nie były odliczane od ich pensji. W 1937 roku wykonano większość prac ręcznych, a pogłębianie maszynami przewidziano na wiosnę 1938 roku, gdy teren będzie zamarznięty. Prace utrudniał wysoki poziom wód gruntowych. Podczas wojny prace zostały przerwane. Niemcom nie udało się ich wznowić, ponieważ powódź wiosną 1940 roku zniszczyła wały. Po wojnie dokończono prace. Zbudowano pozostałe śluzy i brakujące odcinki kanału. Otwarcie kanału nastąpiło w listopadzie 1949 roku.

## Opis
Długość kanału wynosi 32 km, w tym 18,7 km odcinków przekopanych.
Kanał składa się z trzech odcinków:
– kanału sztucznego o długości 8,5 km, od Warty do Jeziora Pątnowskiego. Funkcjonują tu dwie śluzy komorowe – Morzysław i Pątnów
– ciągu naturalnych jezior o długości 15,7 km (jeziora Pątnowskie, Wąsosko-Mikorzyńskie, Ślesińskie) oraz Jeziora Czarnego połączonego z Jeziorem Ślesińskim przekopem o długości 1,8 km
– kanału sztucznego o długości 7,8 km prowadzącego od Jeziora Czarnego do Jeziora Gopło;. Pracują tu dwie śluzy komorowe – Gawrony i Koszewo

## Zarządzanie
Drogą wodną Kanału zarządza Regionalny Zarząd Gospodarki Wodnej w Poznaniu, a żeglugą śródlądową na kanale – Inspektorat Żeglugi Śródlądowej w Bydgoszczy.

## Remont kanału
W latach 2011–2013 zrealizowano projekt Modernizacja Kanału Ślesińskiego w km 0,00-32,00 poprzez remont śluz w Koszewie, Gawronach, Pątnowie i Morzysławiu oraz roboty pogłęb. udrożnieniowe współfinansowany z Europejskiego Funduszu Rozwoju Regionalnego. W jego ramach przeprowadzono remont 4 śluz: Morzysław, Pątnów, Gawrony i Koszewo oraz jazu Gawrony. Remont przeszedł również sam Kanał, który w wielu miejscach został pogłębiony i udrożniony. Realizację nadzorował Regionalny Zarząd Gospodarki Wodnej w Poznaniu.
W 2017 roku przeprowadzono prace konserwacyjne na wlocie do Kanału Ślesińskiego od połączenia z rzeką Wartą do śluzy w Morzysławiu. Celem ich było usunięcie osadów, aby zachować głębokość tranzytową na szerokości 30 m wymaganą dla II klasy rzek żeglownych. Zamulenie Kanału jest związane z działalnością Kopalni Węgla Brunatnego w Koninie. W odprowadzanej do Noteci wodzie znajdują się znaczne ilości rumowiska, które osadza się w miejscu ujścia rzeki do kanału Ślesińskiego. Kopalnia została zobowiązana do partycypacji w kosztach usuwania powstałego stożka nasypowego.

## Przebieg kanału

### Jeziora
- Pątnowskie
- Mikorzyńskie
- Ślesińskie
- Czarne

### Śluzy
- Morzysław
- Pątnów
- Gawrony
- Koszewo

### Miejscowości
- Konin
  - Morzysław
  - Sulanki
  - Gosławice
  - Pątnów
  - Cukrownia
  - Łężyn
- Rudzica
- Anielew
- Honoratka
- Wąsosze
- Mikorzyn
- Lubomyśle
- Półwiosek Stary
- Ślesin
- Tokary
- Stanisławowo
- Głębockie
- Żółwieniec
- Gawrony
- Koszewo
- Przewóz
- Mielnica Duża